# Elektroskop

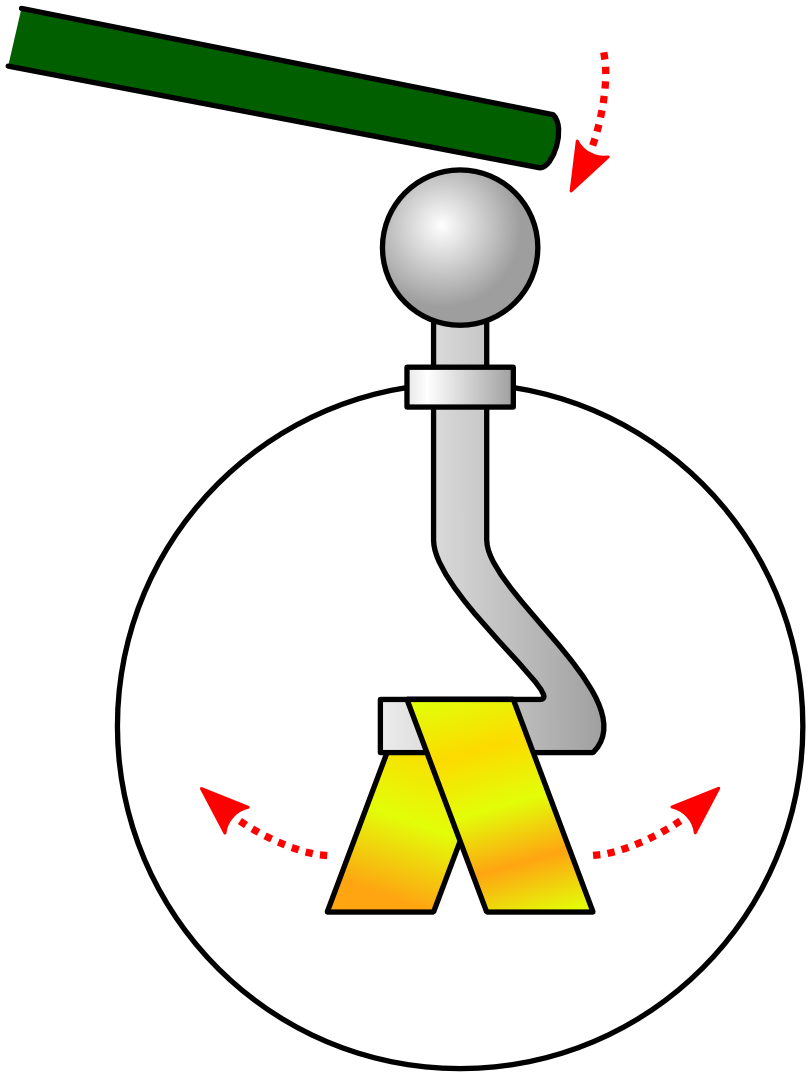
Elektroskop se zlatými lístky

Elektroskop je druh elektrometru, přístroje, který slouží k indikaci a měření elektrického náboje.

## Druhy
- Elektronický - Skládá se z velmi citlivých elektrosoučástek.
- Statický - Skládá se z dvou tenkých plátků kovu, uzavřených ve skleněné baňce.

## Princip
Princip běžného statického elektroskopu spočívá v tom, že na kovovou destičku, která je spojena s plátky kovů, přivedeme elektrický náboj. Podle jeho velikosti jsou plátky kovu od sebe odtlačovány odpudivou silou stejných elektrických nábojů. Z velikosti výchylky od svislé roviny lze určit velikost náboje.
Elektronický elektroskop užívá polovodičových součástek reagujících na elektrické pole. Jednou z takových je tranzistor označovaný jako MOSFET, který je nejčastěji v elektrických elektroskopech používán. Celé zařízení pak funguje spíše jako zesilovač, kdy je výsledná hodnota zobrazována voltmetrem.